# りとるらびっつ -わがままツインテール-
『りとるらびっつ -わがままツインテール-』は、2010年5月28日にWHITESOFTより発売された18禁のパソコンゲーム（アダルトゲーム）ソフトである。

## あらすじ
涼太郎と美菜子の兄妹は仲が良いことでよく知られていた。だが、美菜子の兄に対する愛情は、恋愛感情へと昇華しており、涼太郎はそのことに頭を悩ませていた。
そこへ、涼太郎が大好きすぎてたまらない義姉・あずさが遊びに来たため、姉妹そろって涼太郎を誘惑しだした。困り果てた涼太郎は同級生のリナと恋人同士になることにしたが、あずさと美菜子は自分たちの魅力をアピールしようと同盟を組むという結果になった。

## 登場人物
涼太郎（りょうたろう）
声
主人公。
牧島 美菜子（まきしま みなこ）
声:立花あや
涼太郎の妹である、金髪ツインテールの少女。小柄な見た目同様性格も幼く、涼太郎に甘えている。しかし、サディストでもある。
牧島 あずさ（まきしま あずさ）
声:夏野こおり
涼太郎の義姉で、美菜子より10cm背が高い。
井上 リナ（いのうえ りな）
声:篠崎双葉
涼太郎の同級生。読書が大好きで、図書委員も務めている。涼太郎と恋人同士になるまで恋愛をしたことがないが、読書家だけあって恋愛知識は豊富である。
杉下 小夜（すぎした さよ）
声:中井ミズ穂
美菜子のクラスメートで、涼太郎らとは顔見知りである。学級委員を務めているだけあって真面目な性格だが、エッチなことにも興味がある。
涼太郎を女たらしとみなして以来疎遠になっているが、反面、彼のことを未だに想っている。

## スタッフ
- 原画 - 七海綾音
- シナリオ - 宇佐見定吉
- 音楽 - 藤田淳平

## 主題歌
曲名「dilemma」
歌 - 川田まみ / 作詞 - 川田まみ / 作曲 - 中沢伴行 / 編曲 - 中沢伴行・尾崎武士

## 予約特典
- りとるらびっつ原画集